# Morsey genannt Picard

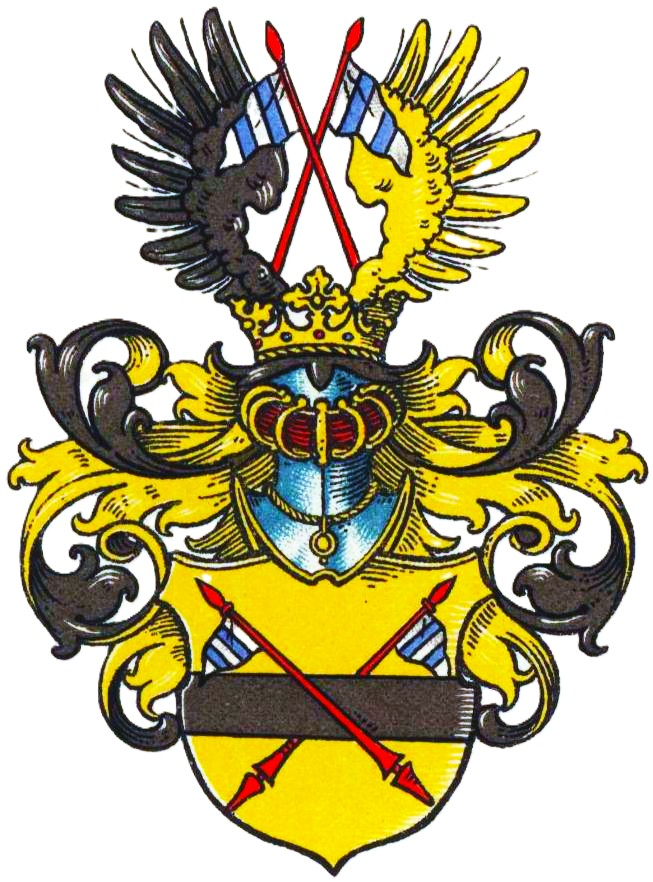
Stammwappen derer von Morsey genannt Picard im Wappenbuch des Westfälischen Adels

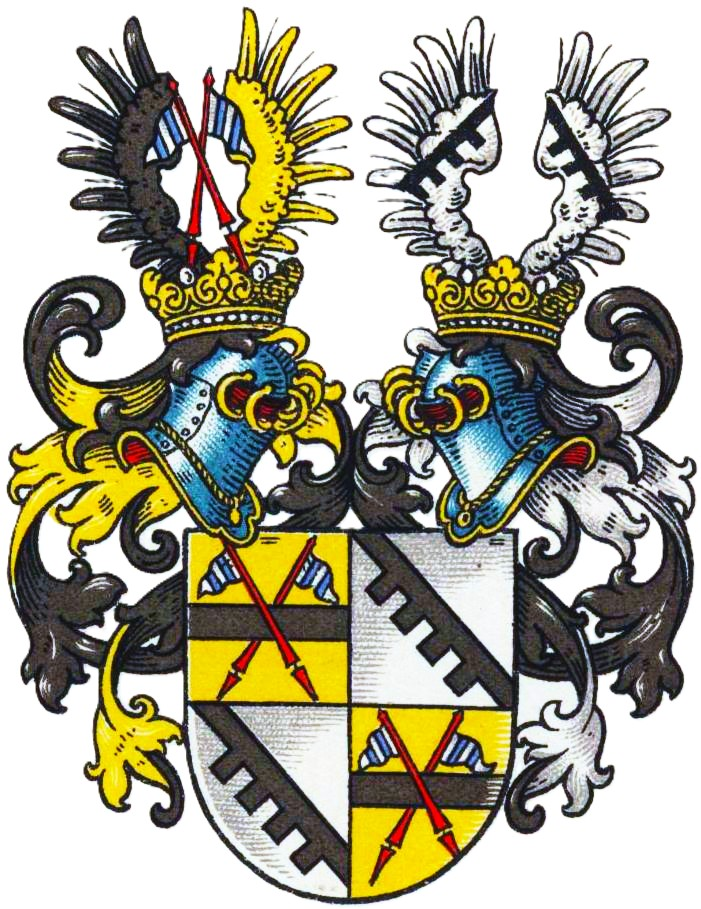
Wappen der Freiherren von Morsey genannt Picard von 1883 im Wappenbuch des Westfälischen Adels

Morsey genannt Picard (auch Morsie genannt Picardt o. ä.) ist der Name eines französisch-westfälischen Briefadelsgeschlechts.

## Geschichte
Das Geschlecht stammt ursprünglich aus der Picardie. Im 16. Jahrhundert soll die Familie mit Johann von Morsey genannt Picard mit einem Herzog von Jülich nach Westfalen an den Hof des Bischofs von Münster und später ins Niedersächsische gekommen sein. Sie besaß u. a. im Hochstift Osnabrück Grashorn-Hof, Holte (urkundlich 1572), Krebsburg (1715–1780), Stricksburg in der zu Ostercappeln gehörenden Bauerschaft Felsen-Schwagstorf und Wimmer sowie in der Grafschaft Tecklenburg die Kronenburg in Lengerich (Westfalen) (1740–1855).
Am 17. Dezember 1562 wurde Johann von Morsey genannt Picard in den Reichsadelsstand erhoben. Mehrere des Geschlechts standen in Diensten der königlich-hannoverschen Armee. Ferdinand Victor von Morsey lebte 1852 als königlich-hannoverscher Hauptmann a. D. in Herzford im Amt Lingen. Am 9. April 1883 erfolgte für William Freiherr von Morsey, kaiserlich-königlicher Kämmerer und Gutsbesitzer, die Prävalierung des Freiherrenstands.

## Stammfolge
Anton Fahne stellt folgende Stammfolge der Familie dar:
- Henrich von Morsey genannt Pichard, Sohn zu Nienburg, Herr zu Stricksburg und Grashorn, ⚭ Sybilla von Prengern, Tochter zu Krebsburg
  - Philipp Georg von Morsey genannt Picard zu Stricksburg und Grashorn, Herr zu Krebsburg und Kronenburg, ⚭ Catrin Elisabeth von Grothaus zu Kronenburg und Wimmer, Tochter von Claus Grothaus und Engel Catrin von Pladise, Tochter zu Wimmer
    - Johann Clamor von Morsey genannt Picard zu Krebsburg, Kronenburg, Wimmer und Stricksburg, ⚭ Maria Odilia von Ketteler zu Harkotten und Bollen, Tochter von Caspar Heidenreich von Ketteler und Anna von Schade zu Salvey
      - Johann Adolph von Morsey genannt Picard zu Krebsburg, Kronenburg und Wimmer, bei der osnabrückschen Ritterschaft aufgeschworen, ⚭ Margaretha Helena von Westphalen zu Fürstenberg, Rinteln und Heidelbeck, Tochter von Jobst Hilmar von Westphalen und Theresia Clara Felicitas von Schade zu Grevenstein und Ahausen
        - Franz August Clamor Henrich von Morsey genannt Picard zu Krebsburg, Kronenburg, Wimmer und Haselünne, bei der osnabrückschen Ritterschaft aufgeschworen, ⚭ Helena Ludowica Freiin von Twickel zu Havixbeck, Tochter von Clemens August Maria von Twickel und Sophia Bernadine Freiin von Ledebur zu Perütz
          - Mechtilde Sophie Clementine Walburgis von Morsey genannt Picard, 1793 Stiftsdame
          - Christian Ludwig von Morsey genannt Picard, Domherr zu Osnabrück

        - Johann Heidenreich Franz August Clemens von Morsey genannt Picard, Domherr zu Osnabrück
        - Clemens August von Morsey genannt Picard, Domherr zu Osnabrück
        - Alexander Henrich von Morsey genannt Picard, Domherr zu Osnabrück

      - Sophia Christine von Morsey genannt Picard ⚭ Bojoceo Franz Consanz Ortgis von der Wenge zu Stockum
      - Johann Dorothea von Morsey genannt Picard ⚭ Friedrich August von Bothmer zu Schwägerhoff

## Persönlichkeiten
- Andreas von Morsey (1888–1951), österreichischer Hof- und Staatsbeamter
- Franz Morsey (1854–1926), Gutsbesitzer und Abgeordneter zum Österreichischen Abgeordnetenhaus
- Hans von Morsey-Picard (1854–1914), preußischer Bergrat, Bergschuldirektor und Montanunternehmer

## Wappen
- Blasonierung des Stammwappens: In Gold ein schwarzer Balken und zwei ins Andreaskreuz gestellte rote Turnierlanzen, von denen die links unter dem Balken, die andere über demselben liegt. An den Lanzen je eine silberne Flagge, je zweimal pfahlweise blau gestreift. Auf dem gekrönten Helm mit schwarz-goldenen Helmdecken ein offener goldener Flug, der rechte Flügel schwarz, der linke golden, dazwischen die ins Andreaskreuz gestellten Turnierlanzen mit Flaggen.[1]
- Blasonierung des Freiherrenwappens von 1883: Geviert. Felder 1 und 4 wie das Stammwappen, Felder 2 und 3 in Silber eine schrägrechte schwarze Brücke mit vier Pfeilern (Wappen derer von von Grothus). Zwei gekrönte Helme: I. wie beim Stammwappen, II. mit schwarz-silbernen Decken ein offener silberner Flug, jeder Flügel mit nach außen absteigend mit der Brücke belegt.[1]